# Lagmand
Lagmanden (færøsk: løgmaður) er formand for Færøernes landsstyre, altså regeringsleder på Færøerne. Indtil 2008 havde lagmanden også ansvaret for udenrigsanliggender, men i 2008 blev dette tildelt en landsstyremand udelukkende med udenrigshandel og internationale relationer som ressortområde. På trods af sin kønsbestemte form anvendtes titlen også af Færøernes hidtil eneste kvindelige lagmand, Marita Petersen.
Normalt vælges lagmanden hvert 4. år af Lagtinget. Titlen lagmand var omkring 1000 og fra ca. 1300-1816 anvendt om Lagtingets formand og lovsigemand (og formodentlig også mellem 1000-1300). Da Hjemmestyret blev etableret, valgte man at genbruge den historiske titel for øernes højeste lederpost til at betegne lederen af regeringen.
Mellem 1816 og 1948 var Færøerne et dansk amt, og lagmandstitlen anvendtes ikke.
Den nuværende lagmand er Aksel V. Johannesen, formand for Javnaðarflokkurin, som tiltrådte den 15. september 2015. Han er leder af den nuværende koalition, der består af Javnaðarflokkurin (Socialdemokratiet), Tjóðveldi (Republikanerne) og Framsókn (Fremskridt).

## Lagmænd indtil1816
| Navn                       | Født-død      | Periode som lagmand |
| -------------------------- | ------------- | ------------------- |
| Gilli                      |               | ca. 1000            |
| Sjúrður                    |               | ca. 1300            |
| Símun                      |               | ca. 1350            |
| Dagfinnur Halvdanarson     |               | ca. 1400            |
| Haraldur Kálvsson          |               | ca. 1412            |
| Roald                      |               | ca. 1450            |
| Jørundur Skógdrívsson      |               | 1479–1524           |
| Tórmóður Sigurðsson        |               | 1524–1531           |
| Andras Guttormsson         | ca. 1490–1543 | 1531–1544           |
| Guttormur Andrasson        | Død 1572      | 1544–1572           |
| Jógvan Heinason            | 1541–1602     | 1572–1583           |
| Ísak Guttormsson           | Død 1587      | 1583–1588           |
| Pætur Jákupsson            |               | 1588–1601           |
| Tummas Símunarson          | Død 1608      | 1601–1608           |
| Zakarias Tormóðsson        | Død 1628      | 1608–1628           |
| Jógvan Justinusson         | Død 1654      | 1629–1654           |
| Jógvan Poulsen (1.)        |               | 1654–1655           |
| Balzer Jacobsen            |               | 1655–1661           |
| Jógvan Poulsen (2.)        |               | 1662–1677           |
| Jákup Jógvansson           |               | 1677–1679           |
| Jóhan Hendrik Weyhe        |               | 1679–1706           |
| Sámal Pætursson Lamhauge   | Død 1752      | 1706–1752           |
| Hans Jákupsson Debes       | 1723–1769     | 1752–1769           |
| Thorkild Fjeldsted         | 1741–1796     | 1769–1772           |
| Jacob Hveding              | Født 1736     | 1772–1786           |
| Johan Michael Lund         | 1753–1824     | 1786–1808           |
| Jørgen Frantz Hammershaimb | 1767–1820     | 1808–1816           |

## Lagmænd under hjemmestyret
| Lagmand                       | Lagmand | Parti             | Tiltrådte          | Fratrådte          | Valgkreds     | Næringsvej      |
| ----------------------------- | ------- | ----------------- | ------------------ | ------------------ | ------------- | --------------- |
| Andrass Samuelsen (1873–1954) |         | Sambandsflokkurin | 12. maj 1948       | 15. december 1950  | Eysturoy      | Sysselmand      |
| Kristian Djurhuus (1895–1984) |         | Sambandsflokkurin | 15. december 1950  | 9. januar 1959     | Suðuroy       | Sysselmand      |
| Peter Mohr Dam (1898–1968)    |         | Javnaðarflokkurin | 9. januar 1959     | 4. januar 1963     | Suðuroy       | Lærer           |
| Hákun Djurhuus (1908–1987)    |         | Fólkaflokkurin    | 4. januar 1963     | 12. januar 1967    | Norðoyar      | Lærer           |
| Peter Mohr Dam (1898–1968)    |         | Javnaðarflokkurin | 12. januar 1967    | 19. november 1968  | Suðuroy       | Lærer           |
| Kristian Djurhuus (1895–1984) |         | Sambandsflokkurin | 19. november 1968  | 12. december 1970  | Suðuroy       | Sysselmand      |
| Atli Dam (1932–2005)          |         | Javnaðarflokkurin | 12. december 1970  | 5. januar 1981     | Suðuroy       | Maskiningeniør  |
| Pauli Ellefsen (1936–2012)    |         | Sambandsflokkurin | 5. januar 1981     | 10. januar 1985    | Suðurstreymoy | Revisor         |
| Atli Dam (1932–2005)          |         | Javnaðarflokkurin | 10. januar 1985    | 18. januar 1989    | Suðuroy       | Maskiningeniør  |
| Jógvan Sundstein (1933–)      |         | Fólkaflokkurin    | 18. januar 1989    | 15. januar 1991    | Suðurstreymoy | Revisor         |
| Atli Dam (1932–2005)          |         | Javnaðarflokkurin | 15. januar 1991    | 18. januar 1993    | Suðurstreymoy | Maskiningeniør  |
| Marita Petersen (1940–2001)   |         | Javnaðarflokkurin | 18. januar 1993    | 10. september 1994 | Suðurstreymoy | Lærer           |
| Edmund Joensen (1944–)        |         | Sambandsflokkurin | 10. september 1994 | 15. maj 1998       | Eysturoy      | Forretningsmand |
| Anfinn Kallsberg (1947–2024)  |         | Fólkaflokkurin    | 15. maj 1998       | 3. februar 2004    | Norðoyar      | Regnskabsfører  |
| Jóannes Eidesgaard (1951–)    |         | Javnaðarflokkurin | 3. februar 2004    | 26. september 2008 | Suðuroy       | Lærer           |
| Kaj Leo Johannesen (1964–)    |         | Sambandsflokkurin | 26. september 2008 | 15. september 2015 | Færøerne      | Forretningsmand |
| Aksel V. Johannesen (1972–)   |         | Javnaðarflokkurin | 15. september 2015 | 14. september 2019 | Færøerne      | Advokat         |
| Bárður Nielsen (1972–)        |         | Sambandsflokkurin | 14. september 2019 | 22. desember 2022  | Færøerne      | Forretningsmand |
| Aksel V. Johannesen (1972–)   |         | Javnaðarflokkurin | 22. desember 2022  |                    | Færøerne      | Advokat         |